# Tomasz Piotr Nowak
Tomasz Piotr Nowak (Kwidzyń, 22 de Dezembro de 1956) é um político da polonês. Ele foi eleito para a Sejm em 25 de Setembro de 2005 com 9559 votos em 37 no distrito de Konin, candidato pelas listas do partido Platforma Obywatelska.